# Le ballate
Le ballate è un album di Roberto Vecchioni pubblicato nel 2002 per la EMI.

## Il disco
Il disco è una raccolta di successi di Roberto Vecchioni ad eccezione dell'interpretazione di Bocca di Rosa successo di Fabrizio De André.

## Tracce
1. La bellezza – 3:37
2. Canzone per Alda Merini – 5:03
3. Gli amici miei – 4:52
4. L'amore mio – 4:00
5. Vorrei essere tua madre – 4:20
6. Figlio, figlio, figlio – 3:42
7. Fammi vedere tu – 3:24
8. Le lettere d'amore – 4:04
9. Il mago della pioggia – 4:42
10. Luci a San Siro – 5:15
11. La mia ragazza – 4:51
12. Love song – 3:37
13. Vincent – 4:39
14. La stazione di Zima – 4:43
15. La viola d'inverno – 4:16
16. Samarcanda – 4:20
17. Bocca di Rosa – 4:23 (Fabrizio De André)